# Casavieja (Rasines)
Casavieja es una localidad del municipio de Rasines (Cantabria, España). En el año 2008 contaba con una población de 14 habitantes (INE). La localidad está situada a 210 metros de altitud sobre el nivel del mar, y a está a una distancia de 5 kilómetros de la capital municipal, Rasines.
- Datos: Q5646963